# David Dacko
David Dacko (24. března 1930 – 20. listopadu 2003) byl první prezident Středoafrické republiky (SAR).

## První prezidentský mandát
Po smrti Barthélemyho Bogandy existovali dva možní kandidáti na vedoucí pozici v rodící se samostatné SAR. Před duchovním pokračovatelem Bogandy – Abelem Goumbou – byla dána přednost jeho synovci a ministrovi pro správní záležitosti Davidu Deckovi. Kromě obratné manipulace s příbuzenským poměrem ke středoafrické modle Decko umně využil i podpory Francouzů. Úřad prezidenta převzal 14. srpna 1960, den po vyhlášení samostatnosti SAR.
Decko veřejně prohlašoval, že jeho politika bude pokračování Bogandových záměrů. V první řadě se snažil o hospodářské oživení a industrializaci státu, což uvítali i Francouzi, kteří v tom viděli způsob, jak se v zemi udržet. Pro místní obyvatele byl ovšem Decko Munzo Vucko (doslova bílý černý, černoch myslící jako běloch) a zaujímali k němu chladný vztah, což musel kompenzovat autoritativním prosazováním své politiky.
V rámci Hnutí pro sociální vývoj černé Afriky se vytvořila frakce, která se brzy vydělila jako Hnutí pro demokratický vývoj střední Afriky (HDVSA); v jejím čele stanul Goumba. Dacko ji ovšem brzy zneškodnil řadou diskriminačních zákonů. 23. prosince 1960 je HDVSA zakázáno. Od 21. prosince 1962 je Hnutí pro sociální vývoj černé Afriky jedinou povolenou stranou v zemi.
Za Dackovy vlády došlo, vinou vývoje na mezinárodních trzích, k propadu cen bavlny a kávy. Dackova politika dobrovolných veřejných prací Kwa ti kodro, která měla za cíl, ve shodě s radami francouzských odborníků na rozvojovou pomoc, rozšířit pěstování vývozních plodin, neuspěla. Některé jeho iniciativy na podporu pěstování bavlny a rozvoj venkova bohužel přinesly ovoce až za Bokassovy vlády.

## Bokassův státní převrat
Podle obecně rozšířeného mínění David Dacko v roce 1965 sám připravil falešný státní převrat, při němž měl na místo prezidenta nastoupit vrchní velitel četnictva Jean Izamo. Důvodem byl neutěšený hospodářský stav země po pěti letech Dackovy vlády. Tento záměr ovšem překazil Jean-Bédel Bokassa a uskutečnil skutečný puč dne 31. prosince 1965, když byl Dacko mimo hlavní město Bangui. Tato verze, obhajovaná i samotným Bokassou ovšem nebyla zcela podložena důkazy. Jean-Bédel Bokassa podle některých historiků inicioval převrat sám, aniž by reagoval na přípravy předstíraného státního převratu – ten je sám o sobě zpochybňován.
Dacko se o vzpouře dozvěděl z doslechu a chtěl se vrátit do Bangui, aby nastolil pořádek. Byl však cestou zadržen. Alexandre Banza, Bokassův hlavní spolupracovník při těchto událostech, měl v úmyslu ho zabít, Bokassa tomu však zabránil (Dacko byl jeho bratranec). 1. ledna 1966 v půl čtvrté ráno Bokassa oznámil v rozhlase převzetí moci.
Dacko byl poté vězněn až do roku 1969. V roce 1976 se stal Bokassovým poradcem.

## Druhý prezidentský mandát
Když se Bokassova moc začala na konci 70. let hroutit, uprchl Dacko do Paříže, odkud začal připravovat znovupřevzetí moci v SAR. V noci na 22. září 1979 uskutečnili Francouzi výsadek (tzv. operace Barracuda) a odstranili Bokassu. Dacko byl znovu dosazen do funkce prezidenta. Jeho mandát byl potvrzen ve zmanipulovaných volbách v březnu 1981. Obyvatelstvem byl považován za loutku hájící zájmy Francie. 1. září 1981 byl opět svržen převratem generála Kolingby.
| Prezident Středoafrické republiky | Prezident Středoafrické republiky | Prezident Středoafrické republiky |
| --------------------------------- | --------------------------------- | --------------------------------- |
| Předchůdce: funkce zřízena        | David Dacko 1960–1965             | Nástupce: Jean-Bédel Bokassa      |
| Jean-Bédel Bokassa                | 1979–1981                         | André Kolingba                    |